# Rối loạn thích ứng
Rối loạn sự thích ứng là một rối loạn tâm thần và hành vi, thể hiện qua phản ứng khó thích nghi trước một yếu tố gây căng thẳng tâm lý xã hội. Phản ứng khó thích nghi này thường bao gồm các biểu hiện cảm xúc và hành vi vốn bình thường nhưng lại diễn ra dữ dội hơn mức cần thiết (có xem xét yếu tố bối cảnh và văn hóa); nó gây ra đau khổ rõ rệt, khiến người bệnh bận tâm quá mức về yếu tố gây căng thẳng cùng hậu quả, đồng thời làm suy giảm chức năng hoạt động.
Việc chẩn đoán rối loạn sự thích ứng khá phổ biến; tỷ lệ mắc trong suốt cuộc đời ở người trưởng thành ước tính từ 5 đến 21%. Tỷ lệ chẩn đoán ở phụ nữ trưởng thành cao gấp đôi nam giới. Ở trẻ em và thanh thiếu niên, tỷ lệ chẩn đoán giữa hai giới là tương đương. Rối loạn sự thích ứng xuất hiện lần đầu trong Cẩm nang Chẩn đoán và Thống kê Rối loạn Tâm thần, Phiên bản thứ ba (DSM-III) vào năm 1980. Người ta còn gọi rối loạn này là hội chứng phản ứng stress hoặc trầm cảm tình huống, do trầm cảm là một trong những triệu chứng phổ biến nhất.

## Dấu hiệu và triệu chứng
Các dấu hiệu của rối loạn sự thích ứng bao gồm cảm xúc tiêu cực như buồn bã, tuyệt vọng, mất hứng thú, hay khóc, lo âu, căng thẳng, cảm giác quá tải, cùng ý nghĩ tự tử và suy giảm hiệu suất học tập hay công việc. Rối loạn này thường có triệu chứng trầm cảm nhẹ, lo âu hoặc căng thẳng do sang chấn, hoặc kết hợp các triệu chứng này. DSM-5 chia rối loạn này thành sáu loại dựa trên biểu hiện chính như khí sắc trầm, lo âu, rối loạn hành vi và các dạng khác, dù DSM-5 không mô tả rõ tiêu chuẩn chi tiết.
Bệnh có thể cấp tính kéo dài dưới 6 tháng hoặc mạn tính kéo dài trên 6 tháng, nhưng triệu chứng phải chấm dứt trong vòng sáu tháng sau khi yếu tố gây căng thẳng hoặc hậu quả của nó kết thúc. Quan trọng là, đây không chỉ là sự bùng phát của một rối loạn tâm thần đã có từ trước.
Khác với trầm cảm chủ yếu, rối loạn sự thích ứng do stress bên ngoài gây ra và thường tự khỏi khi người bệnh thích nghi. Nó cũng khác rối loạn lo âu thường không có yếu tố gây căng thẳng rõ ràng, và khác PTSD hay rối loạn căng thẳng cấp thường do yếu tố gây căng thẳng dữ dội hơn gây ra.
Hành vi tự tử là đáng kể ở mọi lứa tuổi và có thể gặp ở một phần năm nạn nhân vị thành niên. Nghiên cứu cho thấy bệnh nhân có thể cố gắng tự tử trước nhập viện với tỷ lệ 70% nhưng lại ít có ý tưởng hay hành vi tự tử dai dẳng hơn so với người mắc trầm cảm chủ yếu. Một nghiên cứu khác ghi nhận khoảng 27% bệnh nhân nhập viện do cố gắng tự tử, nhiều người trong số họ chọn cách ít nguy hiểm hơn. Yếu tố căng thẳng gây ra rối loạn này thường liên quan đến gia đình hoặc bạn bè.
Có giả thuyết rằng đây là một hội chứng lâm sàng dưới ngưỡng chẩn đoán, và một số cơ quan y tế xem hội chứng kiệt sức nghề nghiệp là một dạng của rối loạn này.